# 須山卓
須山 卓（すやま たく、1910年 - 1981年）は、日本の経済学者、長崎大学名誉教授。
熊本県生まれ。1934年、法政大学法文学部卒。1958年、「華僑社会経済史研究」で拓殖大学経済学博士。満鉄東亜経済調査局副参事。大東文化大学教授、奥州大学教授。クアラルンプールJETRO事務局長、長崎大学経済学部教授、1977年、定年退官、九州産業大学教授。

## 著書
- 亜細亜民族の研究 日本公論社 1935
- 支那民族論 慶応書房 1940
- 華僑社会 勢力と生態 国際日本協会 1955
- 華僑経済史 近藤出版社 1972（世界史研究双書）

## 共著
- 華僑 日比野丈夫、蔵居良造共著 日本放送出版協会 1967（NHKブックス）
- 華僑社会の特質と幇派 その歴史的変容過程の研究 市川信愛共著 長崎大学東南アジア研究所 1976（東南アジア研究叢書）

## 翻訳
- 支那民族の形成 李済 生活社 1943
- 民族学入門 人間の類型 R.W.ファース 慶応書房 1943

## 参考
- 須山卓教授略歴・著作目録 (須山卓教授退官記念号) 「経営と経済」1977-1